# Biskupi poznańscy
Biskupi poznańscy – biskupi misyjni, biskupi diecezjalni, biskupi koadiutorzy i biskupi pomocniczy diecezji poznańskiej (od 1821 archidiecezji).
Początek posługi duszpasterskiej biskupów w Poznaniu datuje się na rok 968, kiedy założono tu pierwsze – wpierw misyjne – biskupstwo, przekształcone w 1000 w zwyczajne (diecezjalne).
Od 1821 poznańskim biskupom diecezjalnym przysługuje godność arcybiskupa. Od 1821 do 1946 arcybiskupi poznańscy byli poprzez unię personalną równocześnie arcybiskupami gnieźnieńskimi i nosili w związku z tym tytuły prymasów Polski.

## Biskupi

### Biskupi misyjni
| Lata urzędowania | Biskup | Biskup | Uwagi                                             |
| ---------------- | ------ | ------ | ------------------------------------------------- |
| 968–982/984      |        | Jordan | biskup misyjny podlegający bezpośrednio papieżowi |
| 982/992–1000     |        | Unger  | biskup misyjny podlegający bezpośrednio papieżowi |

### Biskupi diecezjalni
| Lata urzędowania | Biskup | Biskup                  | Uwagi |
| ---------------- | ------ | ----------------------- | --- |
| 1000–1012        |        | Unger                   | biskup diecezjalny niezależny od metropolii gnieźnieńskiej, po 1004 prawdopodobnie sufragan arcybiskupa magdeburskiego |
| 1012?–1030       |        | Roman (?)               | |
| ok. 1030?–1038   |        | Ederam (zm. przed 1049) | ok. 1038 upadek diecezji wskutek reakcji pogańskiej i najazdu Brzetysława I czeskiego                                  |

W roku 1038 w wyniku najazdu Brzetysława I diecezja poznańska upadła. Złupiono Wielkopolskę grabiąc cenne relikwie kościelne, które następnie biorący udział w wyprawie biskup praski Sewer uroczyście złożył w katedrze św. Wita w Pradze. Prawdopodobnie w roku 1075 Bolesław Śmiały, gdy reorganizował Kościół polski przywrócił diecezję poznańską.
| Lata urzędowania  | Biskup | Biskup                          | Uwagi |
| ----------------- | ------ | ------------------------------- | --- |
| 1075?–po 1085     |        | Franko                          | pierwszy znany biskup po odnowieniu diecezji ok. 1075, podległy metropolii gnieźnieńskiej                                                            |
| 1097/1102–1103?   |        | Eckhard                         | prawdopodobnie złożony z urzędu przez legata Gwalona                                                                                                 |
| ok. 1103?–po 1113 |        | Paweł I                         | |
| po 1113           |        | Goswin (?)                      | |
| ?–1146            |        | Bogufał I                       | |
| 1146–1152         |        | Pean                            | |
| 1152–1159         |        | Stefan                          | |
| 1159–1164         |        | Bernard                         | |
| 1164–1172         |        | Radwan                          | |
| 1172–1180         |        | Cherubin                        | |
| ok. 1180–1186     |        | Arnold                          | |
| 1186–przed 1191   |        | Piotr Łabędź                    | następnie arcybiskup metropolita gnieźnieński |
| ok. 1192, 1193    |        | Benedykt                        | |
| ?–1196            |        | Mrokota                         | |
| 1196/1201–1211    |        | Arnold                          | |
| 1211–1242         |        | Paweł II                        | pierwszy biskup obrany przez kapitułę w wolnej elekcji                                                                                               |
| 1242–1253         |        | Bogufał II                      | |
| 1253–1254         |        | Piotr I                         | |
| 1254–1264         |        | Bogufał III z Czerlina          | |
| 1265–1267         |        | Falenta                         | niezatwierdzony przez papieża |
| 1267–1278         |        | Mikołaj                         | |
| 1278–1286         |        | Jan Wyszkowic                   | |
| 1286–1297         |        | Jan Gerbicz                     | |
| 1297–1317         |        | Andrzej Zaremba                 | |
| 1318–1324         |        | Domarad Grzymała                | |
| 1325–1335         |        | Jan Doliwa                      | |
| 1335–1346         |        | Jan Łodzia                      | |
| 1347–1348         |        | Andrzej z Wiślicy               | następnie biskup zwierzyński (szweryński) |
| 1348–1355         |        | Wojciech Pałuka                 | |
| 1356–1374         |        | Jan z Lutogniewa                | |
| 1375–1382         |        | Mikołaj z Kórnika               | |
| 1382–1384         |        | Jan Kropidło                    | następnie biskup diecezjalny kujawski, późniejszy biskup diecezjalny kamieński, biskup diecezjalny chełmiński i ponownie biskup diecezjalny kujawski |
| 1384–1394         |        | Dobrogost z Nowego Dworu        | następnie arcybiskup metropolita gnieźnieński |
| 1394–1395         |        | Jan                             | następnie biskup diecezjalny kamieński |
| 1395–1399         |        | Mikołaj Kurowski                | następnie biskup diecezjalny kujawski, późniejszy arcybiskup metropolita gnieźnieński                                                                |
| 1399–1412         |        | Wojciech Jastrzębiec            | następnie biskup diecezjalny krakowski, późniejszy arcybiskup metropolita gnieźnieński i prymas Polski                                               |
| 1412–1414         |        | Piotr Wysz                      | |
| 1414–1426         |        | Andrzej Łaskarz                 | |
|                   |        | Mirosław Brudzewski             | nominat (1426–1427) |
| 1428–1437         |        | Stanisław Ciołek                | |
| 1438–1479         |        | Andrzej Bniński                 | |
| 1479–1498         |        | Uriel Górka                     | |
| 1498–1520         |        | Jan Lubrański                   | |
| 1520–1525         |        | Piotr Tomicki                   | następnie biskup diecezjalny krakowski |
| 1525–1536         |        | Jan Latalski                    | następnie biskup diecezjalny krakowski, późniejszy arcybiskup metropolita gnieźnieński i prymas Polski                                               |
| 1536–1538         |        | Jan z Książąt Litewskich        | |
| 1538–1539         |        | Stanisław Oleśnicki             | |
| 1539–1544         |        | Sebastian Branicki              | |
| 1544–1546         |        | Paweł Dunin Wolski              | |
| 1546–1553         |        | Benedykt Izdbieński             | |
| 1553–1562         |        | Andrzej Czarnkowski             | |
| 1562–1574         |        | Adam Konarski                   | |
| 1577–1597         |        | Łukasz Kościelecki              | |
| 1598–1600         |        | Jan Tarnowski                   | następne biskup diecezjalny kujawski, późniejszy arcybiskup metropolita gnieźnieński i prymas Polski                                                 |
| 1601–1607         |        | Wawrzyniec Goślicki             | |
| 1607–1623         |        | Andrzej Opaliński               | |
| 1624–1627         |        | Jan Wężyk                       | następnie arcybiskup metropolita gnieźnieński i prymas Polski                                                                                        |
| 1627–1631         |        | Maciej Łubieński                | następnie biskup diecezjalny kujawski, późniejszy arcybiskup metropolita gnieźnieński i prymas Polski                                                |
| 1631–1634         |        | Adam Nowodworski                | |
| 1635              |        | Henryk Firlej                   | |
| 1636–1650         |        | Andrzej Szołdrski               | |
| 1650–1655         |        | Kazimierz Florian Czartoryski   | następnie biskup diecezjalny kujawski, późniejszy arcybiskup metropolita gnieźnieński i prymas Polski                                                |
| 1655–1663         |        | Wojciech Tolibowski             | |
| 1664–1687         |        | Stefan Wierzbowski              | |
| 1688–1698         |        | Stanisław Jan Witwicki          | |
| 1699–1707         |        | Mikołaj Stanisław Święcicki     | |
| 1710–1715         |        | Michał Bartłomiej Tarło         | |
| 1716–1719         |        | Krzysztof Antoni Szembek        | następnie biskup diecezjalny kujawski, arcybiskup metropolita gnieźnieński i prymas Polski                                                           |
| 1721–1722         |        | Piotr Franciszek Tarło          | |
| 1722–1732         |        | Jan Joachim Tarło               | |
| 1733–1738         |        | Stanisław Józef Hozjusz         | |
| 1739–1768         |        | Teodor Kazimierz Czartoryski    | |
| 1768–1780         |        | Andrzej Stanisław Młodziejowski | |
| 1780–1793         |        | Antoni Onufry Okęcki            | |
| 1794–1806         |        | Ignacy Antoni Raczyński         | następnie arcybiskup metropolita gnieźnieński i prymas Polski                                                                                        |
| 1809–1825         |        | Tymoteusz Gorzeński             | od 1821 arcybiskup metropolita oraz jednocześnie arcybiskup metropolita gnieźnieński i prymas Polski                                                 |
| 1828–1829         |        | Teofil Wolicki                  | arcybiskup metropolita, jednocześnie arcybiskup metropolita gnieźnieński i prymas Polski                                                             |
| 1831–1842         |        | Marcin Dunin                    | arcybiskup metropolita, jednocześnie arcybiskup metropolita gnieźnieński i prymas Polski                                                             |
| 1845–1865         |        | Leon Przyłuski                  | arcybiskup metropolita, jednocześnie arcybiskup metropolita gnieźnieński i prymas Polski                                                             |
| 1866–1886         |        | Mieczysław Ledóchowski          | arcybiskup metropolita, jednocześnie arcybiskup metropolita gnieźnieński i prymas Polski                                                             |
| 1886–1890         |        | Julius Dinder                   | arcybiskup metropolita, jednocześnie arcybiskup metropolita gnieźnieński i prymas Polski                                                             |
| 1891–1906         |        | Florian Stablewski              | arcybiskup metropolita, jednocześnie arcybiskup metropolita gnieźnieński i prymas Polski                                                             |
| 1914–1915         |        | Edward Likowski                 | arcybiskup metropolita, jednocześnie arcybiskup metropolita gnieźnieński i prymas Polski                                                             |
| 1915–1926         |        | Edmund Dalbor                   | arcybiskup metropolita, jednocześnie arcybiskup metropolita gnieźnieński i prymas Polski, kardynał                                                   |
| 1926–1946         |        | August Hlond                    | arcybiskup metropolita, jednocześnie arcybiskup metropolita gnieźnieński i prymas Polski, późniejszy arcybiskup metropolita warszawski, kardynał     |
| 1946–1956         |        | Walenty Dymek                   | arcybiskup metropolita |
| 1957–1977         |        | Antoni Baraniak                 | arcybiskup metropolita |
| 1978–1996         |        | Jerzy Stroba                    | arcybiskup metropolita |
| 1996–2002         |        | Juliusz Paetz                   | arcybiskup metropolita |
| 2002–2025         |        | Stanisław Gądecki               | arcybiskup metropolita |
| od 2025           |        | Zbigniew Zieliński              | arcybiskup metropolita |

### Biskupi pomocniczy
| Lata urzędowania | Biskup | Biskup                          | Uwagi |
| ---------------- | ------ | ------------------------------- | --- |
| 1260–1263        |        | Wit                             | |
| 1382–1384        |        | Stefan ze Lwowa                 | następnie biskup pomocniczy kujawski, jednocześnie biskup diecezjalny chełmski                                 |
| 1386–1404        |        | Jan                             | |
| ?–1397           |        | Mikołaj                         | |
| 1414–1424        |        | Marek                           | |
| 1420–1439        |        | Jan                             | |
| 1449–1453        |        | Bernard                         | |
| 1455–1463        |        | Mikołaj                         | |
| 1469–1494        |        | Wincenty Wierzbięta             | |
| 1494–1506        |        | Wojciech z Bydgoszczy           | |
| 1506–1529        |        | Wojciech z Sochaczewa           | |
| 1531–1539        |        | Adrian Żakowski                 | Być może desygnowany już w 1529 lub 1530                                                                       |
| 1540–1568        |        | Jakub Dziaduski                 | |
| 1568–1573        |        | Stanisław Szedziński            | |
| 1573–1586        |        | Jan Węgorzewski                 | |
| 1586–1604        |        | Jakub Brzeźnicki                | |
| 1607–1616        |        | Andrzej Rychlicki               | |
| 1618–1619        |        | Kasper Hap                      | |
| 1619–1625        |        | Jan Trach Gniński               | |
| 1626–1650        |        | Jan Baykowski                   | |
| 1651–1655        |        | Jan Branecki                    | |
| 1656–1659        |        | Wojciech Grabowski              | |
| 1661–1681        |        | Maciej Marian Kurski            | |
| 1680–1681        |        | Kazimierz Jan z Bnina Opaliński | koadiutor, następnie biskup diecezjalny chełmiński                                                             |
| 1682–1712        |        | Hieronim Wierzbowski            | |
| 1713–1717        |        | Piotr Franciszek Tarło          | następnie biskup diecezjalny inflancko-piltyński, późniejszy biskup diecezjalny poznański                      |
| 1722–1725        |        | Bernard Gozdzki                 | |
| 1725–1727        |        | Karol Samuel Poniński           | |
| 1728–1729        |        | Baltazar Wilksycki              | |
| 1729–1732        |        | Franciszek Kaznowski            | |
| 1733–1736        |        | Adam Stanisław Grabowski        | następnie biskup diecezjalny chełmiński, późniejszy biskup diecezjalny kujawski i biskup diecezjalny warmiński |
| 1736–1768        |        | Józef Tadeusz Kierski           | następnie biskup diecezjalny przemyski                                                                         |
| 1748–1759        |        | Józef Pawłowski                 | |
| 1768–1779        |        | Władysław Klemens Walknowski    | |
| 1779–1802        |        | Ludwik Józef de Mathy           | |
| 1781–1795        |        | Franciszek Ksawery Rydzyński    | następnie biskup diecezjalny chełmiński                                                                        |
| 1796–1798        |        | Jan Chrzciciel Albertrandi      | następnie biskup pomocniczy warszawski                                                                         |
| 1805–1808        |        | Stanisław Żarnowiecki           | |
| 1833–1837        |        | Józef Chełkowski                | |
| 1843–1853        |        | Jan Kanty Dąbrowski             | |
| 1855–1871        |        | Franciszek Stefanowicz          | |
| 1871–1891        |        | Jan Chryzostom Janiszewski      | |
| 1887–1914        |        | Edward Likowski                 | następnie arcybiskup metropolita poznański i jednocześnie arcybiskup metropolita gnieźnieński i prymas Polski  |
| 1915–1918        |        | Paweł Jedzink                   | |
| 1920–1926        |        | Stanisław Kostka Łukomski       | następnie biskup diecezjalny łomżyński                                                                         |
| 1927–1929        |        | Karol Radoński                  | następnie biskup diecezjalny kujawski                                                                          |
| 1929–1946        |        | Walenty Dymek                   | następnie arcybiskup metropolita poznański                                                                     |
| 1947–1975        |        | Franciszek Jedwabski            | |
| 1959–1984        |        | Tadeusz Etter                   | |
| 1974–1981        |        | Marian Przykucki                | następnie biskup diecezjalny chełmiński, późniejszy arcybiskup metropolita szczecińsko-kamieński               |
| 1980–1992        |        | Stanisław Napierała             | następnie biskup diecezjalny kaliski                                                                           |
| 1982–2014        |        | Zdzisław Fortuniak              | |
| 1997–2012        |        | Marek Jędraszewski              | następnie arcybiskup metropolita łódzki, późniejszy arcybiskup metropolita krakowski                           |
| od 1999          |        | Grzegorz Balcerek               | |
| 2013–2021        |        | Damian Bryl                     | następnie biskup diecezjalny kaliski                                                                           |
| 2019–2022        |        | Szymon Stułkowski               | następnie biskup diecezjalny płocki                                                                            |
| od 2021          |        | Jan Glapiak                     | |